# Василюк, Андрей Николаевич
Андре́й Никола́евич Василю́к (род. 29 августа 1987, Нежин, Черниговская область) — украинский шоссейный велогонщик, выступающий на профессиональном уровне с 2010 года. Трёхкратный чемпион Украины в шоссейных гонках с раздельным стартом, участник европейских и мировых первенств. Известен прежде всего по выступлениям за украинскую континентальную команду Kolss.

## Биография
Андрей Василюк родился 29 августа 1987 года в городе Нежине Черниговской области Украинской ССР. Впоследствии переехал на постоянное жительство в Киев, проходил подготовку в киевской Школе высшего спортивного мастерства.
Впервые выступил на крупных международных соревнованиях в 2007 году, проехав многодневную гонку первой категории «Тур Хайнаня».
Начиная с 2010 года представлял украинскую континентальную команду Kolss Cycling Team, уже в дебютном сезоне в её составе принял участие в многодневной гонке высшей категории «Тур озера Цинхай», отметился выступлением в «Туре Румынии», стартовал на нескольких крупных гонках в России: «Пять колец Москвы», «Гран-при Москвы», «Кубок мэра», «Гран-при Адыгеи».
В 2011 и 2012 годах продолжал активно выступать в различных соревнованиях, хотя побед в свой послужной список добавил не много. Наиболее значимые достижения в этот период — девятое место в генеральной классификации «Пяти колец Москвы», попадание в десятку сильнейших однодневных гонок «Мемориал Олега Дьяченко», «Гран-при Донецка», «Гран-при Москвы». В числе прочего Василюк полностью проехал «Тур Хайнаня», расположившись на 12 и 13 позициях в генеральной и очковой классификациях.
В 2013 году впервые одержал победу на чемпионате Украины по шоссейному велоспорту в гонке с раздельным стартом. Помимо этого, выиграл прологи «Пяти колец Москвы» и «Тура Румынии», вновь участвовал в «Туре Хайнаня», где на сей раз стал в генеральной классификации двенадцатым. В составе украинской национальной сборной принял участие в шоссейном чемпионате мира в Тоскане.
В 2014 году защитил титул чемпиона Украины в разделке. Занял шестое место в генеральной классификации «Гран-при Адыгеи», проехал «Тур озера Цинхай», побывал на мировом первенстве в Понферраде.
В 2015 году отметился победой на «Туре Подляшье» в Польше, стал седьмым в «Туре озера Цинхай» и девятым «Туре Мерсина», показал седьмой результат на домашней гонке Race Horizon Park. Принял участие в первых Европейских играх в Баку.
В 2016 году в третий раз одержал победу на чемпионате Украины в гонке с раздельным стартом. Выступал на чемпионате Европы в Плюмелеке и чемпионате мира в Дохе. Соревновался на двух многодневных гонках высшей категории: «Тур Хайнаня» и «Тур озера Цинхай». Стал победителем гонки Тур Рибаса.
На чемпионате Украины 2017 года стал в разделке вторым, уступив только Александру Поливоде. Продолжил активно выступать в крупнейших гонках в Китае: занял седьмое место в генеральной классификации «Тура Фучжоу», 17 место в генеральной классификации «Тура Хайнаня», 5 место в генеральной классификации «Тура озера Тайху», тогда как на «Туре озера Цинхай» сошёл с дистанции во время четвёртого этапа. Занял второе место на Туре Украины.
В 2018 году вместе с соотечественником Виталием Буцем перешёл в польскую континентальную команду Team Hurom.
Окончил Харьковскую государственную академию физической культуры.